# برج المکسور
برج المکسور (به عربی: برج المکسور) یک روستا در سوریه است که در استان حمص واقع شده‌است. برج المکسور ۱٬۵۷۹ نفر جمعیت دارد.